# كأس فلسطين لكرة القدم 2014–15
كأس فلسطين لكرة القدم 2014–15 هو موسم من كأس فلسطين لكرة القدم. فاز فيه أهلي الخليل.